# معدل استهلاك

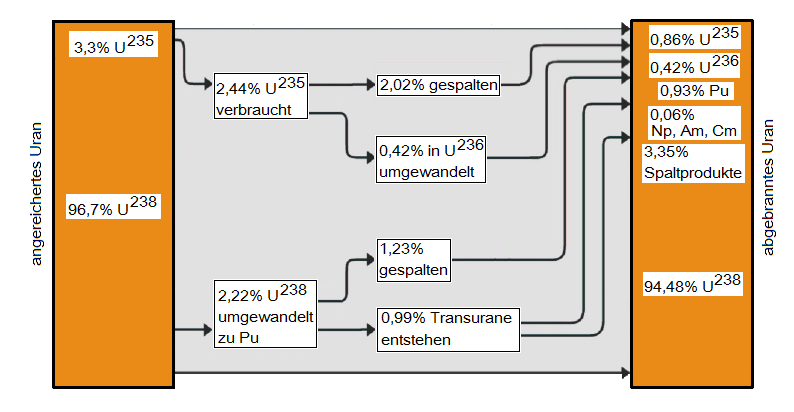

معدل الاستهلاك (بالإنجليزية: Burnup) في التقنية النووية هو معدل استهلاك الوقود النووي، وهو مقياس لمقدار الطاقة التي استغلت من الوقود النووي الموضوع في مفاعل نووي. ويعبر عن معدل الاستهلاك بأنه الجزء المئوي من ذرات الوقود التي انشطرت (أي عدد الانشطارات بالنسبة لعدد ذرات الوقود الأصلي)، أو بالتالي «مقدار الطاقة التي صدرت لكل طن من الوقود النووي»؛ ويقاس معدل الاستهلاك بوحدة جيجاواط- يوم / طن من المعدن الثقيل. Gigawatt-days/metric ton of heavy metal (GWd/tHM)

## مقاييس الاستهلاك
عندما يعبر عنه بالنسبة المئوية:
إذا كان 5% من المعدن الثقيل الابتدائي قد اعتراه انشطار فيكون الاستهلاك 5% أيضا. وعند تشغيل مفاعل نووي يكون تعيين هذا صعبا، ولهذا يتخذ تعريف آخر سهل حسابه. في تلك الحالة يمكن حساب الاستهلاك بحاصل ضرب القدرة الحرارية للمحطة النووية المتولدة في زمن التشغيل ونقسمهما على كتلة الوقود النووي المستخدمة في البداية.
وعلى سبيل المثال: إذا كانت قدرة المفاعل 3000 ميجاواط (حراري) (وهي تعادل 1000 ميجاواط (كهرباء) ويستخدم المفاعل 24 طن من اليورانيوم المخصب واشتغل المفاعل لمدة سنة واحدة بقدرته القصوى، فيكون متوسط معدل استهلاك الوقود (
(3000 MW·365 d)/24 metric tonnes = 45.63 GWd/t), (أي63و45 جيجاواط * يوم/ طن)
أو 45.625 MWd/tHM (أي 45625 ميجاواط *يوم لكل طن من المعدن الثقيل. ونقول لكل طن من المعدن الثقيل ونقصد بالمعدن الثقيل (اليورانيوم أو البلوتونيوم أو الثوريوم-233.
- HM معناها heavy metal معدن ثقيل، مثل اليورانيوم أو البلوتونيوم أو الثوريوم، وهي مواد الوقود النووي.

ولكي نحول من الاستهلاك المئوي إلى الاستهلاك بوحدات الطاقة/الكتلة، يلزمنا معرفة (كابا)
κ, وهي الطاقة الحرارية التي صدرت عن كل انشطار. قيمة الطاقة الناتجة من انشطار نواة ذرة واحدة مقدارها 193.7 مليون إلكترون فولط MeV (أي ما يعادل 3.1×10−11 جول) طاقة حرارية لكل انشطار (أنظر انشطار نووي).
بذلك يكون الحد الأقصى للاستهلاك 100% ، وهي تعني انشطار جميع أنوية الذرات القابلة للانشطار وليس فقط المواد التي توصف بكونها مادة انشطارية fissile material , (أو fissile content). الحد الأقصى للاستهلاك هذا يعادل 909 جيجاواط*يوم/طن.
تعود المهندسون النوويون على جساب مثلا معدل استهلاك 10% بالتقريب، إلا أنه يكون أقل قليلا من 100 جيجاواط*يوم/طن.
- وإذا اردنا حسابها بالنسبة لـ 1 كيلوجرام من الوقود النووي، نحصل على 100 ميجاواط*يوم/كيلوجرام.

## معدلات الاستهلاك الحالية
تعمل مفاعلات الماء الخفيف حاليا وتصل إلى معدلات استهلاك للوقود النووي في حدود 40–55 GWd/t . وقد حقق أحد مفاعلات سويسرا معدل استهلاك عالي وصل إلى 105 GWd/t .
ويعمل الفزيائيون والمهندسون على رفع كفاءة مفاعلات الماء المضغوط عن طريق تحسين وحدات الوقود لكي يصلوا إلى معدل استهلاك 75 GWd/t .
ولكن في مفاعلات ماجنوكس المستخدمة في بريطانيا ومفاعل كاندو الكندي فيكون استهلاك الوقود فيها أقل بسبب استخدامها لليورانوم الطبيعي (ليس مخصبا).
يمكن التوصل إلى معدل استهلاك أعلى من ذلك من مفاعلات من نوع آخر وهي مفاعلات الحرارة العالية High temperature reactors وكذلك من مفاعلات الاستنسال.
وتوجد بشائر من البحث العلمي لبناء مفاعلات جديدة تسمح بالوصول إلى معدل استهلاك تصل إلى 500 GWd/t, من ضمنها مثلا مفاعل طورته «جنرال أتوميكس» في عام 2007، وهو مفاعل يعمل بالغاز الهيليوم الخامل لحمل الحرارة ويشغل توربينا مباشرة، وهو يسمى «مفاعل الهيليوم ذو توربين غازي» Gas Turbine - Modular Helium Reactor (GT-MHR).

## احتياج الوقود
في دورة وقود نووي التي تستخدم حاليا لتشغيل محطات القوى النووية لانتاج الكهرباء في معظم أنحاء العالم، تخزن ووحدات الوقود النووي المستهلكة بأكملها كنفايات مشعة، وما يتبقى فيها من يورانيوم وبلوتونيوم لم يستهلك بعد يدخل بذلك في عداد النفايات.
يؤدي الاستهلاك العالي إلى استهلاك يورانيوم-235 القابل للانشطار إلى توليد البلوتونيوم المتولد من اليورانيوم-238 وبالتالي يمكن إعادة استخدامه. فالبلوتونيوم المتولد
في المفاعل أثناء تشغيله هو البلوتونيوم-239 وهو قابل للانشطار بالنيوترونمات البطيئة، تماما مثل اليورانيوم-235 . فيمكن عن طريق فصل هذا البلوتونيوم من وحدات الوقود المستهلكة (بطرق كيميائية معقدة بسبب إشعاع المواد) وخلطه بيورانيوم طبيعي، يمكن تحضبر وحدات وقود جديدة تصلح لتشغيل المحطة النووية؛ بذلك تطول فترة استخدام الوقود النووي، وتقوم بتلك العملية بعض البلاد مثل المملكة المتحدة وفرنسا، واليابان - وهذا يسمى تدوير اليورانيوم.
فبينما نجد أن تشغيل اليورانيوم دورة واحدة يجعل كل ما هو موجود في الدنيا من يورانيوم يكفي جميع البلاد لمدة نحو 60 سنة فقط، بسبب ندرة اليورانيوم-235 القابل للانشطار بالنيوترونات البطيئة في الطبيعة (0و7% في اليورانيوم الطبيعي). أما إذا اتبعت طريقة التدوير، أي توليد بلوتونيوم-239 في المفاعلات وصناعة وحدات وقود نووي جديدة منه فيمكن للعالم أن يستفيد من استغلال الطاقة النووية
مدة أطول كثيرا تقدر بمئات السنين.

## اقرأ أيضا
- مفاعل نووي
- مفاعل نووي للأبحاث
- مفاعل الأبحاث الأسترالي
- مفاعل ديدو
- مفاعل كاندو
- مفاعل الماء المغلي
- مفاعل ماجنوكس